# Votice
Votice (en allemand : Wotitz) est une ville du district de Benešov, dans la région de Bohême-Centrale, en République tchèque. Sa population s'élevait à 4 688 habitants en 2024.

## Géographie
Votice se trouve à 17 km au sud-sud-ouest de Benešov et à 51 km au sud-sud-est de Prague.
La commune est limitée par Vrchotovy Janovice, Olbramovice et Bystřice au nord, par Jankov et Neustupov à l'est, par Smilkov et Heřmaničky au sud, et par Vojkov à l'ouest.

## Histoire
La première mention écrite de la localité date de 1359.
Lors de la mobilisation en 1938, la votice est commandée par la 1re Air. Corps d’armée tchécoslovaque sous le commandement des légionnaires russes et du correspondant de Masaryk pour la Première Guerre mondiale Jan Šípek (en 1918, grande armée de légionnaires sur la Russie).

## Galerie

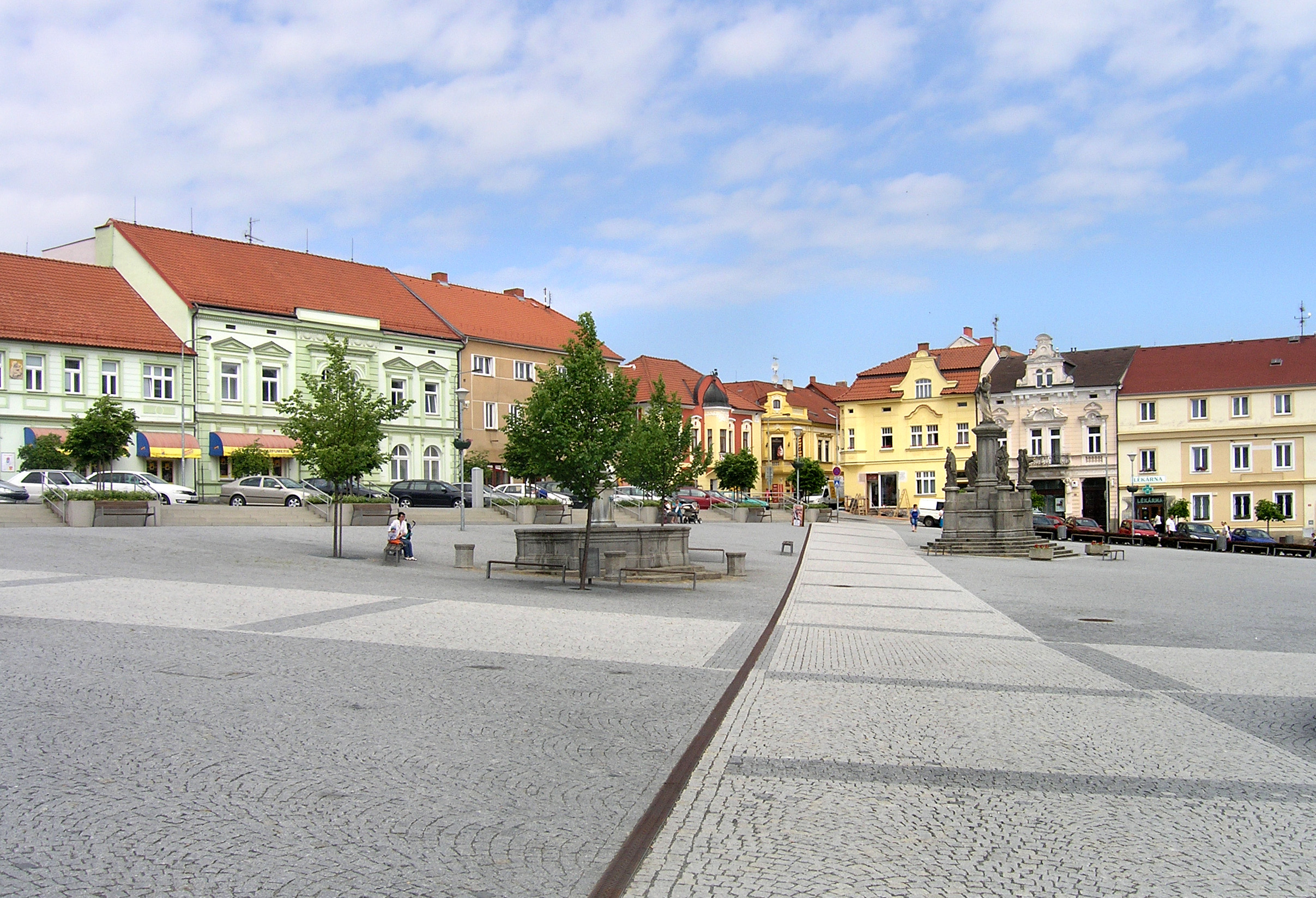
Votice : la place Komenského.
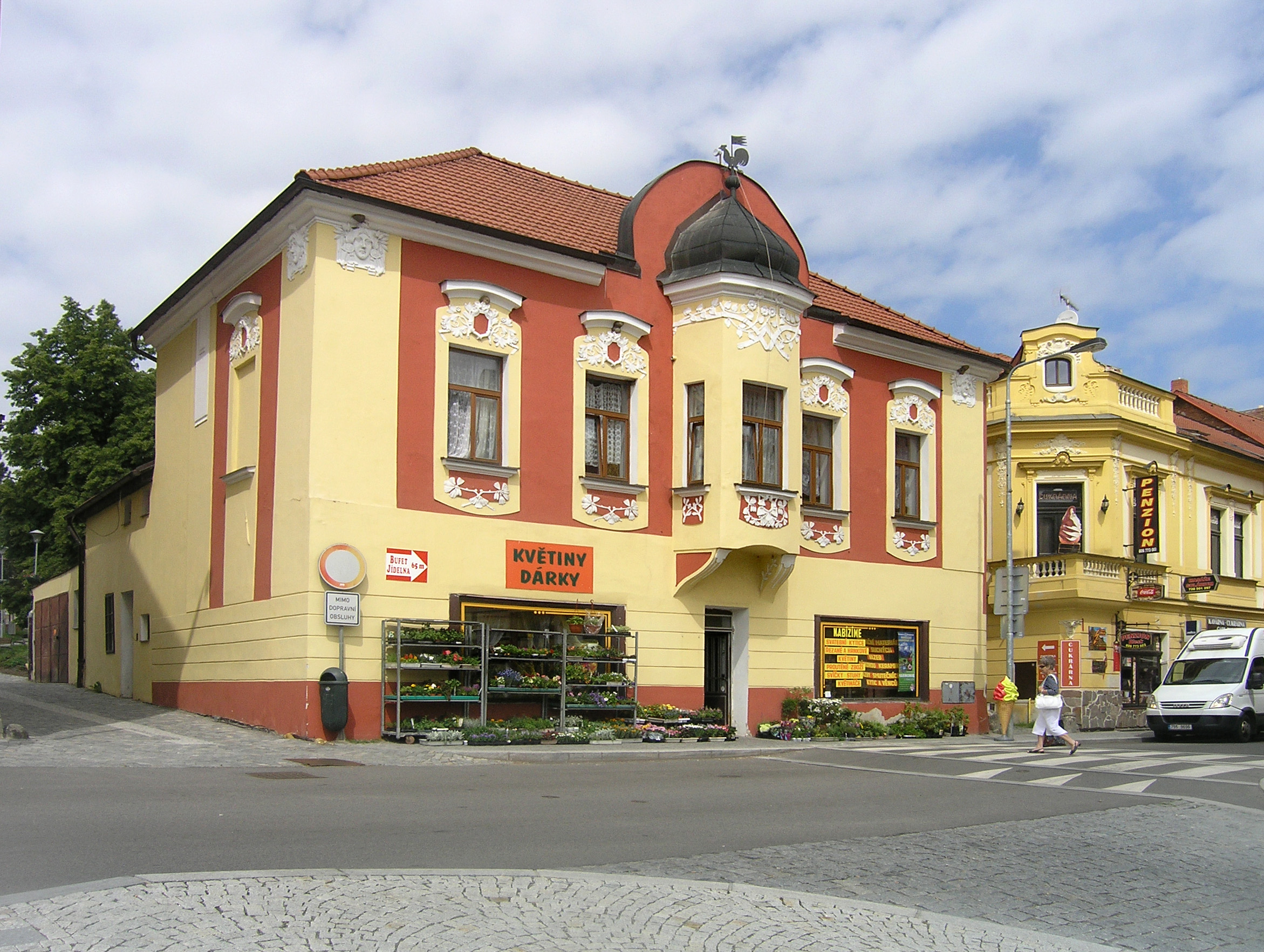
Immeuble art nouveau sur la place Komenského.

## Administration
La commune est divisée en 22 quartiers :
- Votice
- Amerika
- Beztahov
- Bučovice
- Budenín
- Hory
- Hostišov
- Javor
- Kaliště
- Košovice
- Lysá
- Martinice
- Mladoušov
- Mysletice
- Nazdice
- Nezdice
- Otradovice
- Srbice
- Střelítov
- Větrov
- Vranov
- Zdeboř